# Charlie Brown
Pour les articles ayant des titres homophones, voir Charlie Brown (homonymie) et Brown.
Charlie Brown est un personnage du comic strip Peanuts. Lui et son chien Snoopy sont les principaux protagonistes de cette bande dessinée créée en 1950 par Charles M. Schulz, et publiée pendant près d'un demi-siècle par le même auteur.

## Création
Avant même la création de Peanuts, Charlie Brown apparaît dans la série Li'l Folks, que Schulz publie dans le journal local St. Paul Pioneer Press. Comme d'autres protagonistes de la série, il a été inspiré à l'auteur par divers éléments de son enfance et de sa jeunesse. Schulz lui a donné le nom de l'un de ses amis,.

## Description du personnage
Charlie Brown est un petit garçon intelligent et réfléchi, mais perpétuellement en porte-à-faux dans le monde qui l'entoure. Il tient, dans le comic strip, le personnage du « loser déprimé », dominé par ses inquiétudes et ses imperfections, bien qu'il possède une détermination et un espoir sans fin. Le personnage fait l'objet de nombreux running gags, notamment son manque d'aptitude au base-ball et son incapacité à faire voler un cerf-volant. Il rate son premier ballon de football américain dès la première année. Le strip suit également ses tentatives malheureuses pour faire la connaissance d'une petite fille rousse - jamais montrée à l'image dans la bande dessinée - dont il est amoureux et à laquelle il ne trouve jamais le courage d'adresser la parole.
Charlie Brown demeure l'un des protagonistes de Peanuts, l'un des plus grands succès de l'histoire de la bande dessinée américaine, jusqu'à la fin de la série en février 2000. Il tend cependant, avec les années, à céder la vedette à Snoopy.

## Dessins animés
Outre la bande dessinée d'origine, Charlie Brown est mis en vedette à la télévision et au cinéma dans les différentes adaptations de Peanuts en dessin animé, parmi lesquelles le film Un petit garçon appelé Charlie Brown (1970) dont la chanson du générique français est interprétée par Serge Gainsbourg. En 2015, il est l'un des protagonistes du long-métrage Snoopy et les Peanuts, le film.